# 고병희 (가수)
고병희(1968년 1월 6일~)는 대한민국의 가수이다.

## 학력
- 상명여대 성악학과 학사

## 경력
- 1989년 그룹 '햇빛촌' 멤버

## 데뷔
- 1989년 혼성 듀엣 햇빛촌 멤버

## 음반

### 햇빛촌
- 1997년 연인같던 친구 / 사람들은 집으로 오는데

### 솔로 앨범
- 1991년 1집 그때는 잘 알지 못했죠 / 어디로 가야만 하는가
- 1993년 2집 흐린날의 오후 / 이맘때면
- 2009년 3집 여자(女子)